# Liste der Zuflüsse der Breg
Die Breg ist der rechte Quellfluss der Donau mit einem Einzugsgebiet im südöstlichen Schwarzwald und in der Baar. Sie entspringt auf einer Höhe von etwa 1078 m ü. NHN bei der Martinskapelle am Kolmenhof von Furtwangen im Schwarzwald, ist etwa 46,2 Kilometer lang und hat ein Einzugsgebiet von etwa 291,5 Quadratkilometern. Bei Donaueschingen vereint sie sich mit der Brigach, die von ihr in allen drei Werten übertroffen wird.

## Tabelle der Zuflüsse der Breg

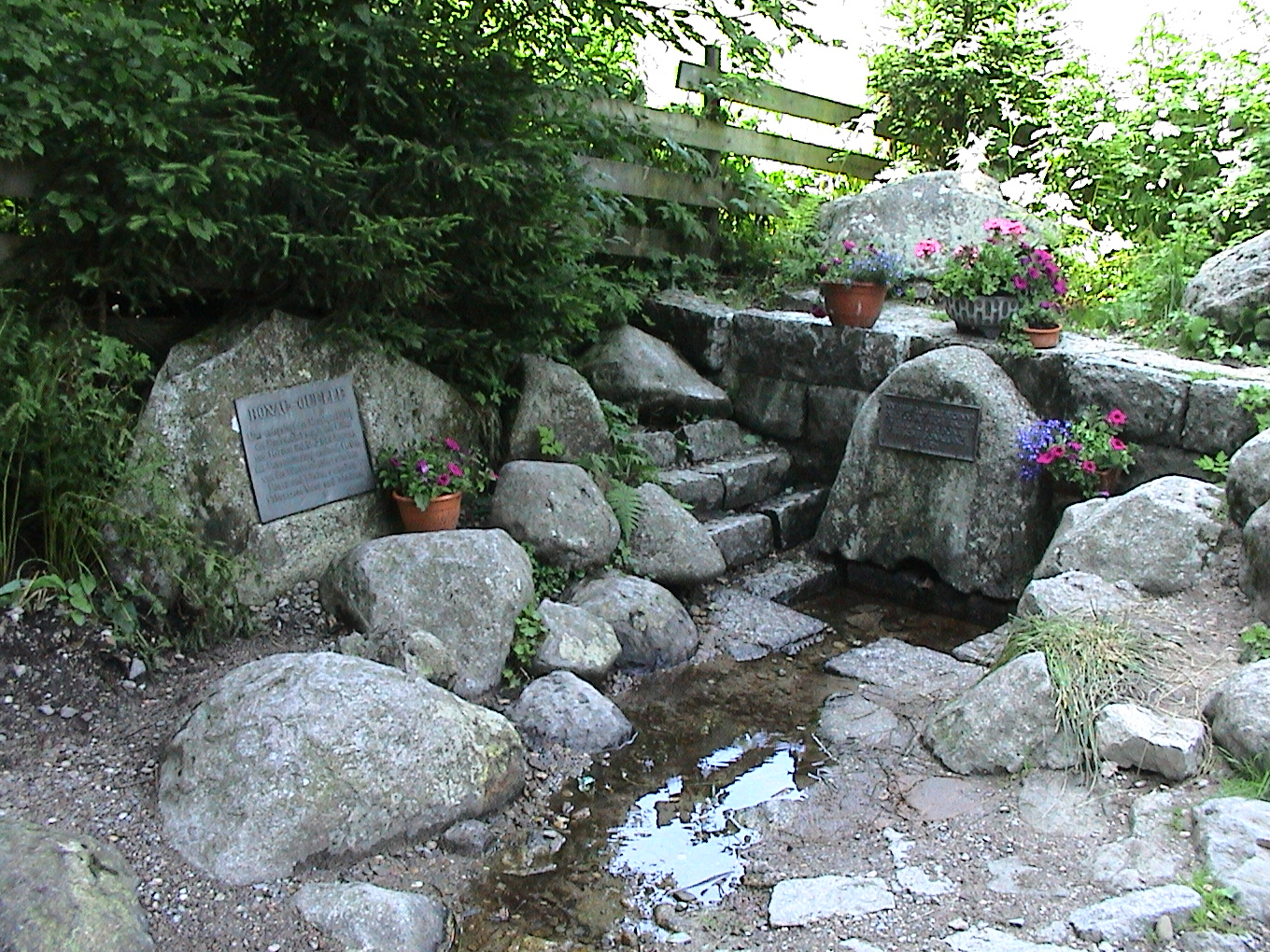
Die Quelle der Breg gilt als geographische Donauquelle und steht unter Denkmalschutz

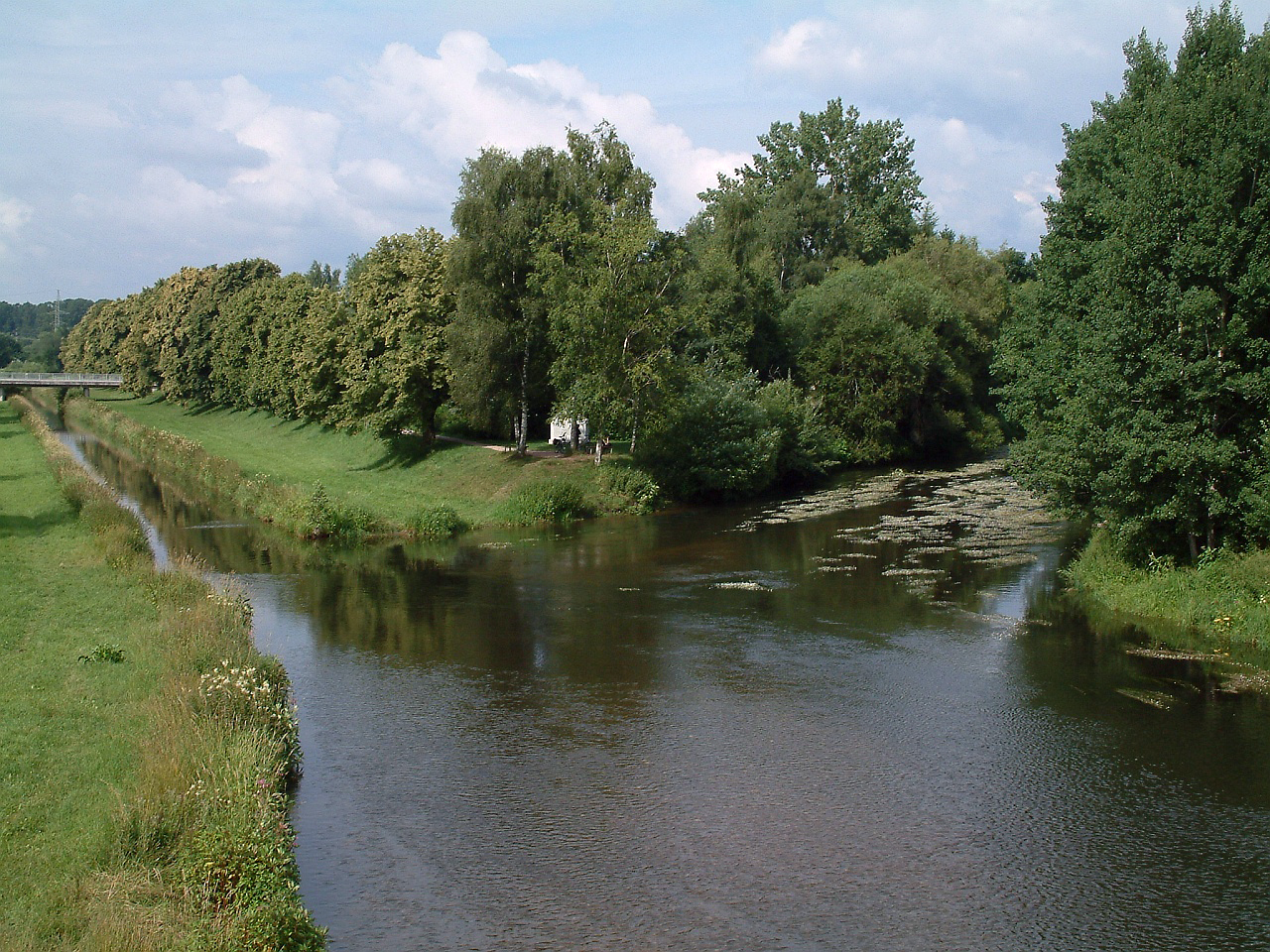
Zusammenfluss von Brigach (rechts) und Breg (links) zur Donau (unten)

Nachweise siehe bei der → Detaillierten Liste unten.
| Stat. [km] | GKZ        | Name                         | Lage   | Länge [km] | EZG [km²] | Mündung                                      | Mündungshöhe [m ü. NHN] | Quelle                                            | Quellhöhe [m ü. NHN] | Bemerkungen                                                                           |
| ---------- | ---------- | ---------------------------- | ------ | ---------- | --------- | -------------------------------------------- | ----------------------- | ------------------------------------------------- | -------------------- | ------------------------------------------------------------------------------------- |
| 43.324     | 1111-112   | Furtwänglebach               | links  | 03,0       | 02,3      | Furtwangen-Hummelhof                         | 915                     | W Furtwangen-Furtwänglehof an Elzquelle           | 1030                 | Namens-Oberlauf hat GKZ 1111-1122. Länger, aber einzugsgebietsärmer als Breg-Zweig.   |
| 42.614     | 1111-114   | Josenhofbach                 | rechts | 01,5       | 00,8      | Furtwangen-Josenhof                          | 907                     | Furtwangen-Ladstatt, Josenloch-Abhang             | 1045                 |                                                                                       |
| 41.115     | 1111-116   | Schochenbach                 | rechts | 01,8       | 01,3      | Furtwangen-Untere Steinhalde                 | 880                     | Furtwangen-Raben                                  | 1020                 |                                                                                       |
| 40.304     | 1111-11722 | Adlerlochbach                | rechts | 01,1       | 00,5      | Furtwangen-Hansmichelhof                     | 875                     | Furtwangen-Raben                                  | 1010                 | Mündung in einen Seitenkanal der Breg von ca. 0,9 km Länge; Werte bis zu diesem Kanal |
| 39.110     | 1111-118   | Schützenbach                 | links  | 03,8       | 06,6      | Furtwangen, Krankenhaus                      | 864                     | Furtwangen-Rombenberg                             | 1050                 | Länge mit rechtem OL Hinterschützenbach                                               |
| 38.042     | 1111-12    | Hintere Breg                 | rechts | 04,5       | 10,0      | Furtwangen, Goethestraße                     | 853                     | Furtwangen-Rothansenhof                           | 1000                 |                                                                                       |
| 37.521     | 1111-192   | Wannebach                    | links  | 01,8       | 01,2      | Furtwangen, Brücke Obertalstraße             | 848                     | NNW über Furtwangen-Wannenweg                     | 0995                 |                                                                                       |
| 37.448     | 1111-194   | Engelsgrundbach              | rechts | 01,4       | 00,9      | Furtwangen, nach Obertalstraße               | 847                     | Furtwangen, N-Hang Schnabelseck                   | 0950                 | Höchste Quelle auf ca. 975 m ü. NHN                                                   |
| 36.796     | 1111-1952  | Hofgrundbach                 | rechts | 01,4       | 00,8      | Bregbrücke nach Furtwangen-Hofgrund          | 841                     | Hang E Schnabelseck                               | 0990                 |                                                                                       |
| 36.783     | 1111-196   | Bossbergbach (!)             | links  | 01,6       | 00,9      | Bregbrücke nach Furtwangen-Hofgrund          | 840                     | Furtwangen, NW Bosberg (!)                        | 1005                 |                                                                                       |
| 35.802     | 1111-198   | Sommerbergbach               | rechts | 01,1       | 01,9      | ggü. Furtwangen-Obertal                      | 835                     | Furtwangen, NNW Sommerberg                        | 0915                 |                                                                                       |
| 35.108     | 1111-1992  | Steinbach                    | links  | 01,0       | 00,6      | Furtwangen-Ehrhartenhof                      | 830                     | Bosberg, Südhang                                  | 0990                 |                                                                                       |
| 34.059     | 1111-2     | Rohrbach                     | links  | 07,5       | 13,6      | Furtwangen-Rotenbauernhof                    | 820                     | Furtwangen-Seppenjockelshof, N Stöcklewald        | 0985                 |                                                                                       |
| 32.614     | 1111-312   | Vogtsmartinsbach (!)         | links  | 01,2       | 00,6      | Furtwangen-Vogtmartinshof (!)                | 812                     | S-Hang Rappen NW d. Vogtmartinshof                | 0970                 |                                                                                       |
| 32.538     | 1111-314   | Wintergrundbach              | rechts | 01,1       | 00,8      | Furtwangen-Vogtmartinshof                    | 811                     | Furtwangen-Dobelhäusle / Vogtmartinshäusle        | 0910                 |                                                                                       |
| 31.405     | 1111-316   | Ursbach                      | rechts | 01,7       | 01,6      | vor Vöhrenbach                               | 804                     | Vöhrenbach-Ober-Ursbach, Höllwald                 | 0955                 |                                                                                       |
| 29.562     | 1111-32    | Vorderlangenbach             | links  | 04,9       | 11,6      | Vöhrenbach, ggü. Bahnhofstraße               | 795                     | Vöhrenbach-Haselhof                               | 0960                 |                                                                                       |
| 28.928     | 1111-3322  | Triebeckbach                 | links  | 01,8       | 01,8      | Vöhrenbach, Schleifeckstraße                 | 790                     | Vöhrenbach, Auf der Steig                         | 0995                 | Mündung in einen Seitenkanal der Breg von unter 0,1 km Länge.                         |
| 28.483     | 1111-334   | Angelsbach                   | rechts | 01,4       | 00,8      | Vöhrenbach, ggü. Siedlung am Winterhalterweg | 788                     | Vöhrenbach-Angelsbach                             | 0945                 |                                                                                       |
| 27.352     | 1111-336   | Brendenbrunnenbach           | links  | 02,4       | 03,5      | Vöhrenbach-Neusteig                          | 782                     | Vöhrenbach, Sommerwald                            | 0925                 |                                                                                       |
| 25.456     | 1111-34    | Linach                       | rechts | 09,3       | 14,3      | Vöhrenbach-Kohlhütte                         | 767                     | Furtwangen(-Linach)-Leimoos                       | 1038                 |                                                                                       |
| 23.130     | 1111-4     | Hammerbach                   | rechts | 12,5       | 56,1      | Vöhrenbach-Hammereisenbach-Bregenbach        | 750                     | Hammereisenbach-Bregenbach                        | 0770                 | Quelldaten für Namensabschnitt                                                        |
| 21.944     | 1111-512   | Forbach                      | links  | 03,2       | 02,6      | Vöhrenbach-Fischerhof                        | 745                     | SO Gipfel Hohe Wart                               | 0940                 | Höhe d. obersten Quelle                                                               |
| 20.896     | 1111-52    | (Bach aus dem Krumpendobel)  | rechts | 04,0       | 05,9      | Vöhrenbach-Krumpenhof                        | 737                     | über Raubühldobel                                 | 0985                 |                                                                                       |
| 20.473     | 1111-592   | (Bach aus dem Wilddobel)     | rechts | 01,6       | 01,9      | Vöhrenbach-Fischersäge                       | 735                     | Donaueschingen, Oberholz                          | 0890                 | lange Stadtgrenze Vöhrenbach/Donaueschingen                                           |
| 19.931     | 1111-594   | Mörderbächle                 | links  | 04,4       | 03,7      | Vöhrenbach-Schmelztobel                      | 733                     | Villingen-Schwenningen, Langhäule                 | 0945                 | am UL lange Grenze Vöhrenbach/Donaueschingen                                          |
| 18.971     | 1111-5992  | Schwarzbubenbach             | links  | 01,3       | 00,7      | Donaueschingen(-Zindelstein)-Schwarzbuben    | 729                     | Villingen-Schwenningen, O Gipfel Hochschirm       | 0865                 |                                                                                       |
| 18.833     | 1111-5994  | (Bach aus dem Rossdobel)     | rechts | 01,0       | 00,8      | Donaueschingen-Hinterer Zindelstein          | 728                     | Donaueschingen, SO Weißer Stein                   | 0840                 |                                                                                       |
| 17.717     | 1111-5996  | Hinteres Bächle              | rechts | 01,3       | 00,9      | ggü. Donaueschingen-Vorderer Zindelstein     | 725                     | Bräunlingener Forstexklave                        | 0860                 |                                                                                       |
| 17.300     | 1111-5998  | Vorders Bächle               | rechts | 00,7       | 00,2      | ggü. Donaueschingen-Vorderer Zindelstein     | 723                     | Donaueschingen, Dreimärker                        | 0825                 |                                                                                       |
| 15.418     | 1111-6     | Reichenbächle                | rechts | 06,6       | 06,7      | W Donaueschingen-Wolterdingen                | 717                     | NO Bräunlingen-Kohlwald im Kohlwald               | 0960                 |                                                                                       |
| 12.609     | 1111-72    | Weiherbach                   | links  | 12,9       | 20,9      | Sägewerk SO Donaueschingen-Wolterdingen      | 705                     | Villingen-Schwenningen-Villingen, Glaserforst     | 0925                 | ab Quelle des Reislismoosbächles                                                      |
| 11.859     | 1111-792   | Landgraben                   | rechts | 06,5       | 02,8      | Donaueschingen-Wolterdingen, Bloderwiesen    | 704                     | Bräunlingen-Mistelbrunn                           | 0880                 | mit OL Kesslerbächle                                                                  |
| 11.516     | 1111-794   | Banngraben                   | rechts | 03,2       | 02,5      | vor Bräunlingen-Bruggen                      | 703                     | O Donaueschingen-Hubertshofen, W-Rand Bruggerwald | 0760                 | mit OL Uttenbächle, ist Markungsgrenze Bräunlingen/Donaueschingen                     |
| 06.255     | 1111-8     | Röthenbach                   | rechts | 18,1       | 44,6      | Bräunlingen, ggü. Gewerbezone im O           | 689                     | Eisenbach im Hochschwarzwald-Mösle                | 1030                 | mit OL Brändbach, der den Kirnbergsee durchläuft                                      |
| 03.870     | 1111-92    | Kennerbach oder Lachengraben | rechts | 07,4       | 15,7      | Hüfingen, Friedhof                           | 685                     | Bräunlingen-Döggingen                             | 0750                 |                                                                                       |

Anmerkungen zur Tabelle
1. ↑  Gewässerkennzahl, in Deutschland die amtliche Fließgewässerkennziffer mit zur besseren Lesbarkeit eingefügtem  Trenner hinter dem Präfix, das einheitlich für den allen gemeinsamen Vorfluter steht.

## Detaillierte Liste der Zuflüsse der Breg
sowie der Seitenkanäle und der Seen im und am Lauf, von der Quelle zur Mündung aufgeführt.
Gewässerlängen, -flächen, -einzugsgebiete (teils aufaddiert) und Höhen nach den Kartenlayern der Onlinekarten der Landesanstalt für Umwelt, Messungen und Naturschutz Baden-Württemberg.
Bregquelle auf etwa 1078 m ü. NHN bei der Martinskapelle am Kolmenhof von Furtwangen im Schwarzwald. Die Brigach fließt anfangs südöstlich.
- Furtwänglebach, von links auf etwa 915 m ü. NHN beim Hummelhof von Furtwangen, 3,0 km[LUBW 6][5] und 2,3 km². Entsteht auf knapp 1030 m ü. NHN westlich des Furtwangener Furtwangenhöfles dicht an der Elzquelle. Ist etwas länger, aber auch etwas einzugsgebietsärmer als der Hauptzweig.
- Josenhofbach, von rechts auf rund 907 m ü. NHN am Josenhof, 1,5 km[LUBW 6] und 0,8 km². Die höchste und mündungsfernste Quelle liegt nördlich des Furtwangener Hofes Ladstatt an der Hangschulter des Josenlochs auf etwa 1045 m ü. NHN.
- Schochenbach, von rechts auf über 880 m ü. NHN an der Unteren Steinhalde, 1,8 km und 1,3 km². Entsteht beim Furtwangener Hof (?) Raben auf etwa 1020 m ü. NHN.
- → (Abgang eines Gewerbekanals), nach rechts kurz danach auf unter 880 m ü. NHN.
- Adlerlochbach, von rechts auf etwa 875 m ü. NHN in den Gewerbekanal am Hansmichelhof, ca. 1,1 km[LUBW 6] und ca. 0,5 km².[LUBW 7] Entsteht auf etwa 1010 m ü. NHN am Talabhang wenig östlich von Raben.
- ← (Rücklauf des Gewerbekanals), von rechts auf etwa 873 m ü. NHN an einem Betrieb vor dem Stalterhof, 0,9 km.
- Schützenbach, von links auf etwa 864 m ü. NHN am Krankenhaus am Nordrand von Furtwangen, 3,8 km und 6,6 km². Entsteht als Hinterschützenbach auf etwa 1050 m ü. NHN beim Wohnplatz Rombenberg von Furtwangen.
- Hintere Breg, von rechts auf etwa 853 m ü. NHN in Furtwangen nahe dem Ende der Goethestraße, 4,5 km und 10,0 km². Entsteht auf etwa 1000 m ü. NHN beim Rothansenhof. Ab diesem Zulauf fließt die Breg ungefähr östlich.
- Wannebach, von links auf etwa 848 m ü. NHN verdolt an der Bregbrücke der Obertalstraße, ca. 1,8 km[LUBW 6] und ca. 1,2 km².[LUBW 7] Oberste Quelle auf etwa 995 m ü. NHN nordnordwestlich des Furtwangener Wohnplatzes Wannenweg am Talende der Wanne.
- Engelsgrundbach, von rechts gleich nach dem vorigen, 1,4 km und ca. 0,9 km²[LUBW 7]. Entsteht südöstlich des Großen Hausbergs aus Hangquellen unter dem Schnabelseck auf um 950 m ü. NHN und mehr.
- Hofgrundbach, von rechts auf etwa 841 m ü. NHN an der Bregbrücke zum Hofgrund, 1,4 km[LUBW 6] und 0,8 km².[LUBW 7] Entspringt auf etwa 990 m ü. NHN einer Hangquelle östlich des Schnabelsecks.
- Bossbergbach (!), von links auf etwa 840 m ü. NHN gleich nach dem vorigen, 1,6 km und ca. 0,9 km².[LUBW 7] Entsteht auf etwa 1005 m ü. NHN nordwestlich des Bosberg(!)-Gipfels.
- Sommerbergbach, von rechts auf etwa 835 m ü. NHN gegenüber dem Furtwangener Zinken Obertal, 1,1 km und ca. 1,9 km².[LUBW 7] Entsteht auf etwa 915 m ü. NHN nordnordwestlich unter dem Sommerberg-Gipfel. Der Bach hat zwei verschiedene Talenden und ein Gefieder von Quellästen, der mit Unterlauf längste entspringt auf etwa 1000 m ü. NHN am oberen Nordhang der Oberlinacher Höhe und erreicht eine Länge von ca. 1,5 km.[LUBW 6]
- Steinbach, von links auf etwa 830 m ü. NHN beim Furtwangener Ehrhartenhof, ca. 1,0 km[LUBW 6] und ca. 0,6 km².[LUBW 7] Entsteht auf etwa 990 m ü. NHN am Südhang des Bosbergs.
- Rohrbach, von links auf etwa 820 m ü. NHN beim Furtwangener Rotenbauernhof, 7,5 km und 13,6 km². Entsteht auf etwa 985 m ü. NHN westlich des Furtwangener Seppenjockelshofes am Nordrand des Stöcklewalds.
- Vogtsmartinsbach (!), von links auf etwa 812 m ü. NHN beim Furtwanger Vogtmartinshof (!), 1,2 km und ca. 0,6 km².[LUBW 7] Entsteht auf etwa 970 m ü. NHN am Südabfall des Hangwaldes Rappen nordwestlich des Vogtmartinshofes.
- Wintergrundbach, von rechts auf etwa 811 m ü. NHN wenige Schritte danach, 1,1 km und ca. 0,8 km².[LUBW 7] Entsteht auf etwa 910 m ü. NHN südlich des Furtwangener Dobelhäusles (auch: Vogtsmartinshäusle).
- Ursbach, von rechts auf etwa 804 m ü. NHN in Vöhrenbach, 1,7 km und ca. 1,6 km².[LUBW 7] Entsteht beim Vöhrenbacher Hof Ober-Ursbach im Höllwald auf etwa 955 m ü. NHN.
- →← (Abgang und Rücklauf eines Mühlkanals), nach und von links unter 800 m ü. NHN und über 795 m ü. NHN zwischen Bad und Kirche von Vöhrenbach, 0,4 km.
- Vorderlangenbach, von links auf etwa 795 m ü. NHN in Vöhrenbach gegenüber der Bahnhofstraße, 4,9 km und 11,6 km². Entsteht beim Vöhrenbacher Haselhof auf etwa 960 m ü. NHN. Nach diesem Zulauf wendet sich die Breg nach Südosten.
- Triebeckbach, von links auf etwa 790 m ü. NHN beim Südende der Schleifeckstraße in Vöhrenbach, ca. 1,8 km[LUBW 6] und ca. 1,8 km².[LUBW 7] Entsteht auf etwa 955 m ü. NHN im Waldgewann Auf der Steig.
- Angelsbach, von rechts auf etwa 788 m ü. NHN in Vöhrenbach gegenüber der Siedlung am Winterhalterweg, 1,4 km und 0,8 km².[LUBW 7] Entsteht auf etwa 945 m ü. NHN beim Vöhrenbacher Hof Angelsbach.
- →← (Abgang und Rücklauf eines Mühlkanals), nach und von links auf unter 788 m ü. NHN gleich danach, 0,2 km.
- Abgang und Rücklauf des Mühlkanals zur Neuen Säge, nach und von links zwischen etwa über 785 m ü. NHN und etwa 783 m ü. NHN gleich danach, 0,5 km.
- Brendenbrunnenbach, von rechts auf etwa 782 m ü. NHN am Wohnplatz Neuensteig von Vöhrenbach, 2,4 km und ca. 3,5 km².[LUBW 7] Entsteht auf etwa 925 m ü. NHN im Sommerwald.
- Linach, von rechts auf etwa 767 m ü. NHN am Wohnplatz Kohlbrücke (Langmatte) von Vöhrenbach, 9,3 km und 13,6 km². Entsteht auf etwa 1038 m ü. NHN am Hof Leimoos von Furtwangen-Linach.
- Abgang und Rücklauf eines Mühlkanals, nach und von links auf unter 767 m ü. NHN gleich danach, 0,3 km.
- Fischweiherablauf, von links auf unter 710 m ü. NHN beim Vöhrenbacher Bernreutehof, 0,8 km. Geht von der Mitte des vorigen Kanals links ab und speist beim Bernreutehof  vier Weiher von zusammen 0,2 km.
- Hammerbach, von rechts auf unter 750 m ü. NHN beim Vöhrenbacher Stadtteil Hammereisenbach-Bregenbach mit Oberläufen Urach (links) und Eisenbach (rechts), 1,5 km ab Zusammenfluss der Oberläufe, 12,5 km ab der Quelle des längeren Oberlaufs Urach und 56,1 km².
- Forbach, von links auf unter 745 m ü. NHN beim Vöhrenbacher Fischerhof, 3,2 km und ca. 2,6 km².[LUBW 7] Entsteht etwas südöstlich des Gipfels der Hohen Wart um die Gemarkungsgrenze von Vöhrenbach zu Villingen-Schwenningen aus einigen kurzen Oberläufen, deren höchste Quelle Brunstbrunnen auf über 940 m ü. NHN liegt.
- (Bach aus dem Krumpendobel), von rechts auf über 737 m ü. NHN beim Vöhrenbacher Krumpenhof, 4,0 km und 5,9 km². Entsteht auf etwa 985 m ü. NHN über dem Raubühldobel.
- (Bach aus dem Wilddobel), von rechts auf etwa 735 m ü. NHN bei der Vöhrenbacher Fischersäge, 1,6 km und 1,9 km². Entsteht auf etwa 890 m ü. NHN im Oberholz eben noch auf Donaueschinger Gemarkung nahe der Wüstung Laubenhausen. Ist lange Stadtgrenze zwischen Vöhrenbach und Donaueschingen.
- Mörderbächle, von links auf etwa 733 m ü. NHN beim Wohnplatz Schmelztobel an der Stadtgemarkungsgrenze zu Donaueschingen, 4,4 km und 3,7 km². Entsteht auf etwa 945 m ü. NHN im Waldgewann Langhäule von Villingen-Schwenningen nahe den Quellen des Forbachs. Ist wie der vorige lange Gemarkungsgrenze zwischen Vöhrenbach und Donaueschingen.
- Schwarzbubenbach, von links auf etwa 729 m ü. NHN am Donaueschinger Siedlungsplatz Schwarzbuben, ca. 1,3 km[LUBW 6] und ca. 0,7 km².[LUBW 7][LUBW 6] Entsteht auf etwa 865 m ü. NHN etwas östlich des Villingen-Schwenningener Hochschirm-Gipfels.
- (Bach aus dem Rossdobel), von rechts auf etwa 728 m ü. NHN gleich danach, 1,0 km und 0,8 km².[LUBW 7] Entsteht auf etwa 840 m ü. NHN auf Donaueschinger Gemarkung südöstlich des Weißen Steins.
- Hinteres Bächle, von rechts auf unter 725 m ü. NHN gegenüber dem Vorderen Zindelstein, 1,3 km und 0,9 km.[LUBW 7] Entsteht auf etwa 860 m ü. NHN südlich des Weißen Steins in der Bräunlinger Forstexklave.
- Vorders Bächle, von rechts auf etwa 723 m ü. NHN wenig danach gegenüber dem Vorderen Zindelstein, 0,7 km und 0,2 km². Entsteht auf etwa 825 m ü. NHN beim Dreimärker.
- → (Abgang des ersten Wolterdinger Mühlkanals), nach links auf unter 720 m ü. NHN an einem Wehr weniger als einen Kilometer westlich des Ortsrandes von Wolterdingen, das zu Donaueschingen gehört.
- Reichenbächle, von links auf etwa 717 m ü. NHN kurz vor Hochwasserrückhaltebecken und Sportstätten von Wolterdingen, 6,6 km und 6,7 km². Entsteht auf etwa 960 m ü. NHN nordöstlich des Bräunlingener Gehöftes Kohlwald im gleichnamigen Waldgewann. Ist letzter der reinen Waldbäche unter den Zuflüssen.
- ← (Rücklauf des ersten Wolterdinger Mühlkanals), von links auf etwa 715 m ü. NHN im Bereich des Hochwasserrückhaltebeckens Wolterdingen am aufwärtigen und westlichen Ortsrand, unter[6] 1,0 km.
- → (Abgang des zweiten Wolterdinger Mühlkanals), nach links auf unter 715 m ü. NHN an einem Wehr im Ortsbereich an den Sportstätten.
- → (Abgang des Wolterdinger Hochwasserentlastungskanals), nach rechts auf etwa 713 m ü. NHN am Beginn der Gewerbezone entlang der Hallenbergstraße in der rechten Aue.
- ← (Rücklauf des zweiten Wolterdinger Mühlkanals), von links auf etwa 712 m ü. NHN nahe an der Hauptstraße, 0,6 km.
- ← (Rücklauf des Hochwasserentlastungskanals), von rechts auf etwa 710 m ü. NHN unterhalb des Bregwehrs an der Brücke zur Gewerbezone, 0,6 km.
- →← (Abgang und Rücklauf des Kanals zum Wolterdinger Sägewerk), nach und von links auf unter 710 m ü. NHN und etwa 707 m ü. NHN, 0,6 km.  Durchläuft vor dem Werk einen Stauweiher von 0,3 ha.
- Weiherbach, von links auf etwa 705 m ü. NHN kurz nach dem Sägewerk am Ortsende von Wolterdingen, 4,8 km auf dem Namens-Unterlauf und 12,9 km mit seiner gesamten Oberlauffolge sowie 20,8 km².. Entsteht auf etwa 925 m ü. NHN im Glaserforst von Villingen-Schwenningen als Reislismoosbächle und heißt in der Folge Hochbrandbächle, Wolfsbach und zuletzt Weiherbach.
- Landgraben, von rechts auf etwa 704 m ü. NHN in den Wolterdinger Bloderwiesen, 6,5 km mit dem Oberlauf Kesslerbächle und ca. 2,8 km².. Entsteht auf über 880 m ü. NHN am nordöstlichen Ortsrand des Bräunlinger Dorfs Mistelbrunn. Im Verlauf des Kesslerbächles wird ein Zweig offenbar aus der natürlichen Falllinie eines Baches, der zum Reichenbächle hin entwässert, nach rechts in Richtung zum Landgraben abgeleitet.
- Banngraben, von rechts auf etwa 703 m ü. NHN etwas vor dem Dorf Bruggen von Bräunlingen, 3,2 km mit dem Oberlauf Uttenbächle und ca. 2,5 km².. Entsteht auf über 760 m ü. NHN am Westrand des Bruggerwald unterhalb von Donaueschingen-Hubertshofen. Auf ganzer Länge Grenzbach zwischen Bräunlinger und Donaueschinger Gemarkung.
- →← (Abgang und Rücklauf des Bräunlinger Gewerbekanals), nach und von links auf unter 695 m ü. NHN und etwa 689 m ü. NHN bei den Gewerbegebieten im Norden und Osten der Wohnbebauung von Bräunlingen, 1,8 km.
- Röthenbach, von rechts auf unter 689 m ü. NHN gegenüber der Gewerbezone von Bräunlingen, 18,1 km mit dem langen Oberlauf Brändbach sowie 44,6 km². Entsteht auf unter 1030 m ü. NHN beim Siedlungsplatz Mösle von Eisenbach im Hochschwarzwald als Brändbach, der später den  von der Brändbachtalsperre angestauten, 28,9 ha großen Kirnbergsee durchläuft.
- →← (Abgang und Rücklauf des Hüfinger Mühlkanals), nach bzw. von links auf etwa 688 m ü. NHN bzw. etwa 684 m ü. NHN noch im Randbereich der Bräunlinger Gewerbezone bzw. bei der ersten Straßenbrücke in Hüfingen, 2,1 km.  Die Abzweigstelle dieses Kanals wird von einem kaum mehr als 0,1 km langen rechten Flutkanal umgangen. Am Ortsrand von Hüfingen  durchläuft der Kanal einen 0,9 ha   großen Stauweiher nördlich der Sportstätten in der Aue, an deren Südseite zum Bregufer hin  liegt auf etwa 685 m ü. NHN isoliert der Hölensteinweiher, 1,2 ha. Kurz vor dem Kanalrücklauf in Hüfingen geht links das Steinerbächle ab.
- Kennerbach oder Lachengraben, von rechts auf unter 685 m ü. NHN am Friedhof in Hüfingen, 7,4 km, und 15,7 km². Entsteht auf etwa 750 m ü. NHN am südöstlichen Ortsrand des Bräunlinger Dorfes Döggingen. Nach diesem Zulauf fließt die Breg ihre letzten knapp 4 km in nordöstlicher Richtung.
- Steinerbächle, von links in Hüfingen auf unter 684 m ü. NHN am Ende der Insel, 0,6 km. Linker Abzweig vom vorvorigen Hüfinger Mühlkanal.
- Passiert in Hüfingen den Kofenweiher auf 682,5 m ü. NN[LUBW 8] am linken Ufer, 5,3 ha.[LUBW 4]
- → (Kanalabgang), nach links auf etwa 678 m ü. NHN am Nordende des Donaueschinger Stadtteils Allmendshofen, 1,0 km. Mündet auf etwas über 675 m ü. NHN am Ostrand des Donaueschinger Siedlungsbereichs von rechts in die unterste Brigach.

Zusammenfluss von rechts und Südosten auf unter 675 m ü. NHN mit der linken Brigach zur Donau, kurz vor der Donaubrücke der B 27 etwa einen Kilometer östlich des Siedlungsrandes von Donaueschingen.

### LUBW
Amtliche Online-Gewässerkarte mit passendem Ausschnitt und den hier benutzten Layern: Einzugsgebiet der Breg

Allgemeiner Einstieg ohne Voreinstellungen und Layer: Daten- und Kartendienst der Landesanstalt für Umwelt Baden-Württemberg (LUBW) (Hinweise)
1. 1 2  Höhe nach dem Höhenlinienbild auf dem Hintergrundlayer Topographische Karte.
2. 1 2  Länge nach dem Layer Gewässernetz (AWGN).
3. ↑  Einzugsgebiet nach dem Layer Aggregierte Gebiete 05.
4. 1 2  Seefläche nach dem Layer Stehende Gewässer.
5. ↑  Einzugsgebiet nach dem Layer Basiseinzugsgebiet (AWGN).
6. 1 2 3 4 5 6 7 8 9 10  Länge abgemessen auf dem Hintergrundlayer Topographische Karte.
7. 1 2 3 4 5 6 7 8 9 10 11 12 13 14 15 16 17  Einzugsgebiet abgemessen auf dem Hintergrundlayer Topographische Karte.
8. ↑  Höhe nach schwarzer Beschriftung auf dem Hintergrundlayer Topographische Karte.

### Andere Belege und Anmerkungen
1. ↑  Heinz Fischer, Hans-Jürgen Klink: Geographische Landesaufnahme: Die naturräumlichen Einheiten auf Blatt 177 Offenburg. Bundesanstalt für Landeskunde, Bad Godesberg 1967. → Online-Karte (PDF; 4,0 MB)
2. ↑  Friedrich Huttenlocher: Geographische Landesaufnahme: Die naturräumlichen Einheiten auf Blatt 178 Sigmaringen. Bundesanstalt für Landeskunde, Bad Godesberg 1959. → Online-Karte (PDF; 4,3 MB)
3. ↑  Günther Reichelt: Geographische Landesaufnahme: Die naturräumlichen Einheiten auf Blatt 185 Freiburg i. Br. Bundesanstalt für Landeskunde, Bad Godesberg 1964. → Online-Karte (PDF; 3,7 MB)
4. ↑  Alfred G. Benzing: Geographische Landesaufnahme: Die naturräumlichen Einheiten auf Blatt 186 Konstanz. Bundesanstalt für Landeskunde, Bad Godesberg 1964. → Online-Karte (PDF; 4,1 MB)
5. ↑  Die Länge des Furtwänglebaches ist auf dem Layer Gewässernetz (AWGN) unstimmig, offenbar weil als Oberlauf ein falscher Zweig angesetzt wurde. Der Layer teilt den Bachlauf in zwei Abschnitte, bis zum Zulauf aus dem Kalbendobel (der falsche Oberlauf) und unterhalb davon. Die Unterlauflänge wurde deshalb aus dem Layer Gewässernamen, übernommen, die einen zur Messung passenden Wert enthält. Damit ergibt sich eine Gesamtlänge des Furtwänglebaches von etwa 3,0 km.
6. ↑  Die heutige Rückmündung liegt anscheinend etwas oberhalb des auf dem Hintergrundlayer Topographische Karte und dem Layer Gewässernetz (AWGN) noch verzeichneten Mündungsortes.